# Rejsby
Rejsby (tysk: Reisby) er en lille landsby i Sønderjylland med 270 indbyggere  (2024), beliggende i Rejsby Sogn syd for Ribe. Landsbyen ligger i Tønder Kommune og tilhører Region Syddanmark. I Rejsby er der station på Bramming-Tønder-banen.
I landsbyen findes et lille værthus, som dog kun har åbent på bestilling af lokale, ligeledes er der at finde 1 hønseri, 1 smed på Horsbølvej og 2 antikvitetshandlere, hvoraf en af disse ligger i udkanten af landsbyen. Tæt ved den anden af disse, ligger byens efterskole, Rejsby Europæiske Efterskole. Skolen, som ledes af Karsten Friis, har eksisteret siden 1994, og var i 2008 i gang med en større udvidelse af elevfløjen. Tæt på jernbanen er Rejsby Feriecenter, som har til i den gamle kro, som er blevet renoveret til formålet.
Tæt på Rejsby findes Kirkeskoven, der rummer et hedemoseområde med Klokkeensian mm. Langs noget af Drivvejen vokser der masser af Majgøgeurt. Og Rejsby har de seneste år haft en flok traner, som ses og høres tydeligt forskellige steder i oplandet.
Rejsby ligger tæt ved Vadehavet. Digerne nær Rejsby, er blevet forstærket efter år 2005, selvom der i første omgang var problemer med at skaffe midler til projektet.